# Kanton Crémieu
Crémieu is een voormalig kanton van het Franse departement Isère. Het kanton maakte deel uit van het arrondissement La Tour-du-Pin. Het werd opgeheven bij decreet van 18 februari 2014, met uitwerking op 22 maart 2015.

## Gemeenten
Het kanton Crémieu omvatte de volgende gemeenten:
- Annoisin-Chatelans
- La Balme-les-Grottes
- Chamagnieu
- Chozeau
- Crémieu (hoofdplaats)
- Dizimieu
- Frontonas
- Hières-sur-Amby
- Leyrieu
- Moras
- Optevoz
- Panossas
- Parmilieu
- Saint-Baudille-de-la-Tour
- Saint-Hilaire-de-Brens
- Saint-Romain-de-Jalionas
- Siccieu-Saint-Julien-et-Carisieu
- Soleymieu
- Tignieu-Jameyzieu
- Trept
- Vénérieu
- Vernas
- Vertrieu
- Veyssilieu
- Villemoirieu